# Amen
Amen (hebrejsky אָמֵן‎) je slovo, které se často používá při modlitbách, v náboženských a liturgických textech. Nalezneme je jako součást/závěr modliteb jak v židovství, tak v křesťanství či islámu (ve formě امين‎ ámín). Přes liturgii přešlo i do hovorové mluvy.
Slovo amen je jedním ze svědků společné semitské náboženské tradice spojující tři velká světová monoteistická náboženství.

## V židovství
Původně hebrejské adjektivum amen (אָמֵן‎, „skutečné“, „pravdivé“, v některých biblických pasážích užíváno i též jako podstatné jméno) se stalo neurčitým výrazem pro stvrzení výše řečeného ve smyslu „tak se staň“, „pravda“, „kéž se tak stane“. Etymologicky vychází zֶe slovesného kořene א-מ-ן, zprava doleva zapisováno hebrejskými písmeny alef, mem a nun, jenž může mít tyto významy: „věřit, doufat, ujistit se, být věrný“ (od stejného kořene je odvozeno i slovo emuna, אֱמוּנָה‎, „víra“). Podle výzkumů[zdroj⁠?!] je příbuzné se slovem emet (אֱמֶת‎, „pravda“). Odvozené formy jsou v nif’alu sloveso ne’eman (נֶאֱמָן‎, „být jistý“, „být pravdivý“, přeneseně „obstát“) a v hif’ilu pak he’emin (הֶאֱמִין‎ , „věřit“ či „uvěřit“). V judaismu původně nejspíš bylo formulí pronášenou vždy na závěr modlitby a benedikce, pravděpodobně to byl také jediný moment, kdy se společenství svými responzemi aktivně účastnilo liturgie.[zdroj⁠?!]
Slovo amen bývá někdy interpretováno jako akronym pro sousloví El melech ne’eman (אֵל מֶלֶךְ נֶאֱמָן‎ , „Bůh, věrný král“). Podle Talmudu má samotné slovo amen hned trojí základní význam: „Je v něm přijetí a je v něm přísaha a je v něm pravdivost slov.“ Pokud tedy někdo na nějaká nebo někým vyřčená slova odpovídá amen, pak se s těmito slovy nejen ztotožňuje, ale zároveň se jimi i řídí, jako něčím závazným pro svůj život, a tím potvrzuje jejich pravdivost či přání, aby byla uskutečněna.

## V křesťanství
Ve stejném významu jako v židovství se vyskytuje např. v Novém zákoně, když Ježíš vyslovuje závažné výroky, které uvozuje právě tímto slovem: „Amen, amen, pravím vám“ - znamená to tedy: „V pravdě vám říkám“, „To, co říkám, je jisté“. Jan Amos Komenský navrhuje ve svém katechismu jako český překlad slovo „jistotně“ či „zajisté“.

## V islámu
V islámu se slovo amín říká vždy po recitaci úvodní súry Koránu al-Fátiha.

## Slovo amen v běžné mluvě
Někdy (zřídka) je možné se setkat s jeho překladem, např.: „Tak buď“, „Staň se“, „Staniž se“. V italštině se především ve starších textech (pol. 20. století) s překladem „così sia“, česky „tak se staň“.
V běžné řeči se slovo amen používá pro vyjádření souhlasu („říci na něco amen“) nebo ještě častěji k vyjádření definitivního konce či závěru: „Je s ním amen“, tj. „Je s ním konec“. Tento přenesený význam patrně pochází z používání slova amen na konci modliteb, kde bylo mylně vnímáno nikoli jako stvrzení modlitby, nýbrž jako označení jejího závěru, jako poslední, zakončující slova.